# Karen Dior
Karen Dior, geboren als Geoffrey Gann, (Ozark, Missouri, 14 februari 1967 - Los Angeles, Californië, 25 augustus 2004) was een Amerikaanse transseksueel, pornoacteur, regisseur en zanger. Ze werd vooral bekend door haar pionierswerk in het populair maken van pornofilms waarin transseksuelen meededen.

## Leven
Dior werd geboren als zoon van de Republikeinse staatssenator Donald Gann. Al tijdens haar schooljaren werd ze verkoper van Mary Kay cosmetica, wat niet echt een passend bijbaantje was voor middelbareschooljongens in Ozark. Na de middelbare school bleef hij op verzoek van zijn ouders in de buurt en bezocht het college in Springfield. Een uitje naar Los Angeles maakte hem ervan bewust dat het homoseksuele leven in Missouri niet was wat het kon zijn, en in augustus 1988 vertrok hij met een vriend naar het westen, met slechts een handvol bikini's als bagage.
Op een verjaardagsfeestje van travestiet Chi Chi LaRue verscheen hij gekleed in een witte bikini, handschoenen en op hoge hakken. LaRue vond dit te spectaculair om niet vast te leggen op video, en hij stelde voor dat Gann mee zou doen in een pornofilm die hij zou gaan maken met veteraan Sharon Kane. Daarna verscheen hij in verschillende pornofilms met bi- en transseksuelen. Hij trad op in ongeveer 120 films, meestal onder de naam Karen Dior, maar gebruikte ook Geoff Dior, Rick Van, Geoffrey Karen Dior, Geoffrey Gann en Geoff Gann.
In de jaren negentig van de vorige eeuw stapte ze over op film- en televisierollen. Haar eerste rol was als Loni Andersons stalker in de tv-film The Price She Paid. Ze had onder meer ook gastrollen in Xena: Warrior Princess, Head Over Heels, en Veronica's Closet.
In 1995 werd hiv bij haar vastgesteld en werkte later als aids-activist. Nadat ze de films voor volwassenindustrie de rug toe gekeerd had publiceerde ze in 2001 haar autobiografie Sleeping Under the Stars. Datzelfde jaar bracht ze een album uit, SEX (onder de naam Geoffrey Karen Dior), en was lid van twee bands, de Johnny Depp Clones en Goddess. Ze haalde ook een graad in filosofie en religie en werd tot predikant gewijd.
In augustus 2004 stierf ze op 37-jarige leeftijd aan hepatitis.

## Videografie (selectie)

### Acteur
- Single White Shemale (1992)
- Mystery Date (1992)
- A River Made to Drown In (1997)
- Xena: Warrior Princess (1 episode, 1997 - 'Here She Comes... Miss Amphipolis')
- Head Over Heels (1 episode, 1997)
- Veronica's Closet (1 episode, 1998)
- Zigs (2001)

### Regisseur
- I Dream Of Queenie (1997)
- Genderella (1998)
- Playing the Odds (1998)
- Getting Personal (1999)
- Bi Athletes (2000)
- Bi-Dazzled (2001)
- Leather Temptation (2002)
- Bi-Sluts (2001) '2001 AVN Bisexual Nominated Adult Film'

- Biblioteca Nacional de España: XX1175666
- International Standard Name Identifier: 0000 0000 5969 9654
- MusicBrainz: 3e376292-080d-48e9-90fb-3d77e619a4f2
- Virtual International Authority File: 86938549
- WorldCat: E39PBJbH3RCDfBJ34P9kM6vyh3